# Kościół Najświętszego Serca Pana Jezusa i św. Mikołaja w Rzeczenicy
Kościół Najświętszego Serca Pana Jezusa i Świętego Mikołaja – rzymskokatolicki kościół parafialny należący do parafii pod tym samym wezwaniem (dekanat Czarne, diecezji koszalińsko-kołobrzeskiej, metropolii szczecińsko-kamieńskiej).

## Historia
Jest to świątynia wzniesiona w stylu neogotycko-neoromańskim w latach 1874–1876, konsekrowana została w dniu 24 września 1876 roku.
Na początku XX wieku kościół został wyremontowany. Ze względu na delikatną konstrukcję dachu, która nie wytrzymała wichury, która w 1904 roku nawiedziła Rzeczenicę, wymagana była naprawa wieży oraz dachu, na który spadł drewniany dach hełmowy wieży świątyni. We wnętrzu znajduje się neoromański ołtarz zaprojektowany przez niemieckiego rzeźbiarza Elsnera z Monachium.